# رحبة (الحيمة الخارجية)

تعديل مصدري - تعديل

رحبة هي إحدى قرى عزلة الربع بمديرية الحيمة الخارجية التابعة لمحافظة صنعاء، بلغ تعداد سكانها 169 نسمة حسب تعداد اليمن لعام 2004.